# 丹·科特
丹·科特（英語：Dan Kotter，？—），美国男子射箭运动员，曾就读于伊利诺伊大学厄巴纳-香槟分校。他曾代表美国参加1964年夏季残疾人奥林匹克运动会射箭比赛，获得二枚金牌。